# جزيرة السقاء
جزيرة السّقّاء هي إحدى الجزر الواقعة في البحر الأحمر، وتتبع منطقة مكة المكرمة غرب السعودية. تبلغ مساحة الجزيرة نحو 2,7 كم2 وتبعد عن الساحل بحوالي 5 أميال بحرية.